# Miss Daisy und ihr Chauffeur
Miss Daisy und ihr Chauffeur (Driving Miss Daisy) ist ein Spielfilm des australischen Regisseurs Bruce Beresford aus dem Jahr 1989. Die Tragikomödie basiert auf dem gleichnamigen Theaterstück von Alfred Uhry und wurde von den Filmstudios Majestic Films International und The Zanuck Company produziert. Der Film gewann bei der Oscar-Verleihung im Jahr 1990 vier Academy Awards, u. a. für den Film des Jahres und die beste weibliche Hauptrolle.

## Handlung
Atlanta, im Jahr 1948: Als die exzentrische Daisy Werthan, Witwe eines reichen jüdischen Textilfabrikanten, beim Ausparken versehentlich ihren Chrysler in den Vorgarten ihrer Nachbarn setzt, kündigt die Versicherung ihr die Police. Miss Daisys Sohn Boolie, der Geschäftsführer einer Baumwoll-Spinnerei ist, stellt daraufhin gegen den Protest seiner Mutter einen Chauffeur ein. Der afroamerikanische Hoke, Anfang sechzig und ebenfalls verwitwet, soll von nun an Miss Daisy zur Synagoge, zur Bücherei und zu ihren wöchentlichen Mah-Jongg-Partien im Kreise dreier Freundinnen fahren. Zuerst wehrt sich die 72-Jährige, der der Unfall äußerst peinlich war, standhaft gegen diese Bevormundung durch ihren Sohn. Sie weigert sich, auf der Rückbank ihres Wagens Platz zu nehmen, und ignoriert den Chauffeur. Mit Beharrlichkeit gelingt es Hoke nach einigen Tagen, Miss Daisy von seiner Nützlichkeit zu überzeugen. Als sie sich allein zu Fuß zum nächsten Lebensmittelgeschäft aufmacht, folgt er ihr im nagelneuen Automobil der Familie Werthan, einem vornehmen Fahrzeug der Marke Hudson. Schließlich kann er die resolute Dame dazu überreden, einzusteigen und seinen Fahrdienst anzunehmen. Anfänglich ist die Beziehung zwischen der schlagfertigen Miss Daisy und dem ruhigen und weisen Hoke sehr angespannt. Mit der Zeit entwickelt sich jedoch aus der anfänglichen Antipathie eine auf Toleranz und Verständnis basierende tiefe Freundschaft. Die ehemalige Lehrerin bringt dem Analphabeten Hoke das Lesen bei, während sie durch ihn Einblick in die Unterdrückung der afroamerikanischen Bevölkerung erhält. Beide sehen sich mit Segregation und Antisemitismus konfrontiert. Im Stau auf einer verregneten Straße stehend erfahren Hoke und Miss Daisy durch die Polizei von dem Bombenanschlag auf die Synagoge von Atlanta am 12. Oktober 1958. Hoke macht Miss Daisy, die sich als liberale Jüdin aus dem Süden versteht, auf seine Weise die Verbindungen deutlich, die zwischen den Übergriffen auf die Synagoge seiner Arbeitgeberin und den Überfällen rassistischer Klan-Gruppierungen auf von Farbigen besuchte Kirchen bestehen. Darüber hinaus besucht Miss Daisy später einen Vortrag des Baptistenpfarrers und Bürgerrechtlers Martin Luther King.
Im Jahre 1973 endet die Filmhandlung: Miss Daisy, mittlerweile an Demenz erkrankt, lebt in einem Pflegeheim. Ihr Sohn Boolie wickelt den Verkauf ihres nun leer stehenden Hauses ab. Seit der ersten Begegnung zwischen Hoke und Miss Daisy sind 25 Jahre vergangen. Inzwischen ist Hoke, der allmählich sein Augenlicht verliert, 85 Jahre alt und seine ehemalige Arbeitgeberin hat das 97. Lebensjahr erreicht. Boolie lädt Hoke zu einem Heimbesuch bei seiner Mutter am amerikanischen Feiertag Thanksgiving ein. Tatsächlich erkennt Miss Daisy ihren langjährigen Weggefährten Hoke, der ihr in der letzten Filmszene liebevoll beim Essen eines Stücks Kuchen hilft.

## Entstehungsgeschichte
Der Film basiert auf dem Bühnenstück Driving Miss Daisy des US-amerikanischen Schriftstellers Alfred Uhry, das 1987 erstmals Off-Broadway inszeniert wurde. Driving Miss Daisy gehört zusammen mit  The Last Night of Ballyhoo (1996) und dem Musical Parade (1998) zur so genannten Atlanta Trilogy, die alle in der ersten Hälfte des 20. Jahrhunderts in Atlanta, Georgia, spielen. Uhry wurde bei seinem Drama von seiner eigenen Großmutter Lena Fox und ihrem Chauffeur Will Coleman inspiriert. Das Werk wurde u. a. 1988 mit dem Pulitzer-Preis ausgezeichnet und im selben Jahr im Londoner West End Theatre aufgeführt, mit Wendy Hiller in der Rolle der Miss Daisy. Für die Filmversion, die 1989 entstand, wurden Morgan Freeman, Jessica Tandy und Dan Aykroyd verpflichtet, Freeman hatte bereits in der Off-Broadway-Inszenierung von Driving Miss Daisy die Rolle des Hoke bekleidet und war dafür zum dritten Mal mit dem US-amerikanischen Theaterpreis Obie ausgezeichnet worden. Für die Schauspielerin Patti LuPone schrieb Uhry den Part der Florine nachträglich ins Filmskript. Für die Regie wurde der Australier Bruce Beresford gewonnen, der sich bereits mit Comeback der Liebe (1983) und Verbrecherische Herzen (1986) Geschichten aus den Südstaaten der USA erfolgreich inszeniert hatte.
Miss Daisy und ihr Chauffeur entstand in und um Atlanta, u. a. wurde am Agnes Scott College (141 E. College Avenue, Decatur), Druid Hill, Griff und The Temple gedreht. Für die Dreharbeiten wurde der herkömmliche 35-mm-Film verwendet. Für die Filmmusik war der deutsche Komponist Hans Zimmer verantwortlich, der die Musikstücke komplett mit Synthesizern ohne Zuhilfenahme eines Orchesters kreierte.

## Rezeption
Die Tragikomödie feierte ihren limitierten US-Kinostart am 13. Dezember 1989 in drei Kinos und konnte am Eröffnungswochenende einen Brutto-Gewinn von 73.745 US-Dollar verzeichnen. Für den Filmverleih in den USA zeigte sich Warner Bros. verantwortlich. Bruce Beresfords siebzehnte Regiearbeit avancierte zum großen Erfolg bei Kritikern und Publikum. Miss Daisy und ihr Chauffeur spielte bei geschätzten Produktionskosten von 7,5 Mio. US-Dollar einen weltweiten Gewinn von über 145 Mio. US-Dollar ein, wobei allein in den USA ein Brutto-Gewinn von über 106 Mio. US-Dollar erzielt wurde. Kritiker lobten die anrührende Inszenierung des Regisseurs sowie die Darstellerleistungen des Schauspielensembles und im Besonderen von Morgan Freeman und Jessica Tandy. Tandys 26. Kinorolle als reiche jüdische Matriarchin Miss Daisy wurde als beste schauspielerische Darbietung ihrer Karriere bezeichnet, die sie 1932 mit einer Nebenrolle in Cecil Lewis’ The Indiscretions of Eve begonnen hatte. Negative Stimmen warfen Bruce Beresford eine politisch naive und an Höhepunkten arme Inszenierung vor, die nur durch die exzellenten Darstellerleistungen getragen wurde. In Deutschland konnte Miss Daisy und ihr Chauffeur an den Erfolg in den USA anknüpfen. Der Film feierte seine Premiere im Februar 1990 auf der Berlinale und kam knapp einen Monat später am 15. März in die deutschen Kinos.
Aus dem Videoverleih konnte zudem ein Gewinn von 50,5 Mio. US-Dollar erzielt werden.

## Kritiken
- „Ihres (Tandys) ist eines der lückenlosesten Porträts der Stadien des hohen Alters, das ich jemals in einem Film gesehen habe.“ (Roger Ebert, Chicago Sun-Times)
- „Die hervorragend gespielte, aber auf private Dimensionen reduzierte Geschichte ist sehr gefühlsbetont aufbereitet und sorgt damit eher für Rührung und nostalgische Gefühle, als Einsicht in gesellschaftliche Realitäten zu bieten.“ (Lexikon des internationalen Films)
- „Dies ist Tandys feinste zweistündige Bildschirmpräsenz in einer Filmkarriere, die bis ins Jahr 1932 zurückreicht.“ (Rolling Stone)
- „... anrührende Komödie von dem Australier Bruce Beresford ('Ninas Alibi', 'Verbrecherische Herzen'), der mit heiterer Note und ein wenig Betulichkeit eine durch Rassen- und Religionskonflikte komplizierte Freundschaft schildert. Hervorragende Darsteller wie Jessica Tandy ('Cocoon'), Morgan Freeman ('Der knallharte Prinzipal') und Dan Aykroyd ('Ghostbusters') umschiffen gekonnt die Klippen aus Kitsch und Rührseligkeit. Regisseur Beresford beweist einmal mehr solides Können.“ (VideoWoche)
- „'Driving Miss Daisy' zeigt uns, dass Freundschaft durch kleine Liebenswürdigkeiten geschmiedet wird, eine Scheibe Pastete, ein geteiltes Lachen, einen Seufzer des Trostes.“ (Washington Post)

## Trivia
- Als Heim von Miss Daisy diente der Filmcrew ein Grundstück in der 822 Lullwater Road in Atlanta.
- Die drei afroamerikanischen Männer, die im Film eine Bahnstrecke entlanglaufen, sind Nachfahren von Will Coleman, an den die Figur des Hoke angelehnt ist.
- Die Arie, der Miss Daisy am Radio lauscht, während die Jahre vergehen, heißt Lied an den Mond und stammt aus Antonín Dvořáks Oper Rusalka.
- Miss Daisy schenkt ihrem Chauffeur ein Buch mit dem Hinweis, dass sie bereits Bürgermeister Hartsfield mit demselben Buch unterrichtet habe. Dies ist eine Ehrfurchtsbezeugung an William B. Hartsfield (1890–1971), der von 1931 bis 1961 das Bürgermeisteramt von Atlanta bekleidete.
- Am Ende des Films wird die Immobiliengesellschaft Harry Norman Realtors damit beauftragt, das Haus von Miss Daisy zu verkaufen. Das Unternehmen existiert tatsächlich seit den 1930er Jahren.
- Obwohl der Film auch die Geschichte jüdischer Charaktere aufzeigt, ist unter den Hauptdarstellern kein Schauspieler jüdischen Glaubens zu finden.
- Die Komödie Stay Tuned (1992) von Regisseur Peter Hyams enthält eine kurze Parodie auf Bruce Beresfords Film mit dem Titel Driving Over Miss Daisy (dt.: „Miss Daisy überfahren“).

## Auszeichnungen
Im Jahr 1990 zählte Miss Daisy und ihr Chauffeur mit neun Nominierungen zum großen Favoriten der Oscar-Verleihung. Nachdem Bruce Beresfords Werk bereits zwei Monate zuvor mit drei Golden Globe Awards in der Kategorie Komödie bzw. Musical ausgezeichnet worden war, setzte sich die Tragikomödie in der Oscar-Nacht am 26. März 1990 u. a. gegen die Dramen Der Club der toten Dichter von Peter Weir und Geboren am 4. Juli von Oliver Stone durch und wurde mit vier Academy Awards prämiert. Neben den Kategorien Bester Film und Bestes adaptiertes Drehbuch schrieb die Britin Jessica Tandy mit ihrem Sieg als beste Hauptdarstellerin Oscar-Geschichte. Mit 80 Jahren und 293 Tagen ist sie bis heute die älteste Schauspielerin, die mit einem regulären Darstellerpreis der Academy of Motion Picture Arts and Sciences ausgezeichnet wurde. Sie stellte mit ihrem Sieg den Rekord des US-Amerikaners George Burns ein, der 1976 im Alter von 80 Jahren und 69 Tagen als bester Nebendarsteller für Die Sunny Boys geehrt worden war. Tandy hatte im Vorfeld mit ihrem Agenten um 100 Dollar gewettet, dass sie nicht den Oscar gewinnen würde, später sagte sie diesem, dass es die beste Wette gewesen sei, die sie jemals verloren habe. Ein Jahr später wurde die Schauspielerin auch mit dem British Academy Film Award ausgezeichnet. Für den Oscar nominiert waren u. a. Hauptdarsteller Morgan Freeman und Nebendarsteller Dan Aykroyd, die sich Daniel Day-Lewis (Mein linker Fuß) bzw. Denzel Washington (Glory) geschlagen geben mussten. Die Filmmusik von Hans Zimmer wurde unter anderem für den Grammy nominiert.

### Oscar 1990
- Bester Film
- Beste Hauptdarstellerin (Jessica Tandy)
- Bestes adaptiertes Drehbuch
- Bestes Make-Up

Nominiert in den Kategorien
- Bester Hauptdarsteller (Morgan Freeman)
- Bester Nebendarsteller (Dan Aykroyd)
- Beste Ausstattung
- Beste Kostüme (Elizabeth McBride)
- Bester Schnitt

### British Academy Film Awards1991
- Beste Hauptdarstellerin (Jessica Tandy)

Nominiert in den Kategorien
- Bester Film
- Beste Regie
- Bestes adaptiertes Drehbuch

### Golden Globe Awards 1990
- Bester Film – Komödie/Musical
- Bester Hauptdarsteller – Komödie/Musical (Morgan Freeman)
- Beste Hauptdarstellerin – Komödie/Musical (Jessica Tandy)

### Weitere
BMI Film & TV Awards 1990
- Beste Filmmusik

Berlinale 1990
- Silberner Bär für das beste Darstellerteam (Morgan Freeman und Jessica Tandy)
- nominiert für den Goldenen Bären als bester Film

David di Donatello 1990
- Beste ausländische Darstellerin (Jessica Tandy)

Grammy 1991
- nominiert in der Kategorie Beste Instrumentalkomposition in einem Film oder Fernsehen – End Title

Image Awards 1992
- Bester Hauptdarsteller (Morgan Freeman)

Kansas City Film Critics Circle Awards 1990
- Bester Hauptdarsteller (Morgan Freeman)
- Beste Hauptdarstellerin (Jessica Tandy)

National Board of Review Awards 1989
- Bester Film in englischer Sprache
- Bester Hauptdarsteller (Morgan Freeman)

PGA Golden Laurel Awards 1990
- Filmproduzenten des Jahres (Richard D. Zanuck und Lili Fini Zanuck)

Writers Guild of America Award 1990
- Bestes adaptiertes Drehbuch